# 장흠
장흠(蔣欽, ? ~ 219년)은 중국 후한 말의 무장으로, 자는 공혁(公奕)이며 양주 구강군 수춘현(壽春縣) 사람이다.

## 생애
흥평(興平) 원년(194년), 손책(孫策)이 원술(袁術)에게 의탁하고 있을 무렵에 손책의 측근이 되었고, 흥평 2년(195년), 손책이 강동(江東)으로 진출할 때 별부사마로 임명되어 병사를 받았고, 손책의 측근이였던 주태(周泰)와 함께 손책을 따라 단양, 오, 회계 3군을 평정하는 데 공을 세웠으며, 예장 공격에도 참가했다. 갈양위(葛陽尉)가 된 뒤로 세 현의 장을 역임하여 도둑을 잡았고, 서부도위로 승진했다. 동야에서 여합(呂合)과 진랑(秦狼) 등이 손씨에 복종하지 않고 반란을 일으키자 이들을 토벌하여 여합과 진랑을 사로잡고 다섯 현을 평정했다. 토월중랑장(討越中郞長)이 되었고, 경구(經句)와 소양(昭陽)을 식읍으로 받았다. 하제가 이(黟)의 반란을 토벌할 때에는 1만 명을 이끌고 도와 함께 평정했다.
건안(建安) 13년(208년), 주유(周瑜)의 지휘 하에서 적벽 대전, 남군 전투에서 공을 세웠으며, 건안 20년(215년)에 손권이 합비(合肥)를 공격하였다가 진북(津北)에서 장료의 기습을 받아 위급에 처하자, 분전하여 공을 세우고 손권을 지켜내었다. 탕구장군(盪寇將軍)에 임명되었고, 유수독(濡須督)을 겸했다. 이후 서울로 소환되어 우호군(右護軍)이 되었고, 송사 업무를 맡았다.
장흠은 비록 부귀했으나, 절검하여 집안의 어머니와 처첩들은 모두 싼 옷을 입었다. 손권이 장흠의 집을 찾아가 이를 알고는 장흠을 칭찬하였고, 화려한 옷과 장식품들을 하사하였다.
당초, 선성에 주둔하고 있으면서 예장의 반란을 토벌하고 있을 무렵에, 무호 령(蕪湖令) 서성이 장흠이 있는 곳의 관리를 사로잡아, 표를 올려 그의 목을 베기를 구했으나, 손권은 장흠이 없으므로 이를 허락하지 않았고, 서성은 이 일 때문에 장흠이 자신을 싫어하게 되었다고 여겼다. 건안 22년(217년), 조조가 유수를 공격하자 여몽과 함께 손권 군의 총 지휘를 맡았으며, 서성이 옛 일 때문에 자신에게 해를 입히리라고 여겼으나 오히려 항상 서성이 잘 했다고 칭찬하여 서성에게 마음으로 복종을 받았으며 또 사람들에게 이 일로 칭찬을 받았다. 손권에게 그 이유에 대한 질문을 받았고, 개인적인 원한을 앞세워 천거 길을 막아서는 안 된다고 답하여 손권을 기쁘게 했다.
건안 24년(219년), 관우(關羽)를 공격하여 형주(荊州)를 공략한 후, 귀환 도중 병사하였다. 손권은 장흠의 죽음을 슬퍼하고, 무호의 백성 2백 호와 논 2백 경을 장흠의 처자에게 하사했다.
여몽(呂蒙)과 함께 손권에게 학문의 필요성을 듣고 여몽과 함께 면학에 힘썼다. 훗날, 손권은 여몽과 장흠을 칭찬하여 학문을 좋아하고 글을 읽기에 힘써, 재물을 가벼이 여기고 의를 숭상하여, 마땅히 행할 바를 하니, 국사(國士)가 되었다고 했다.

## 가족 관계
- 장흠
  - 장일 (아들)
  - 장휴 (아들)

장일(蔣壹, ? ~ 221년? 222년?)은 선성후(宣城侯)에 봉해졌고, 유비와의 싸움에서 공을 세웠으며, 돌아와 남군에서 위나라와 맞서 싸우다가 전사했다. 아들이 없었다.
장휴(蔣休, ? ~ ?)는 형의 사후 형의 병사를 거느렸으나, 죄를 지어 쫓겨났다.

## 《삼국지연의》 속 장흠
주태(周泰)와 함께 해적으로 등장하였다. 195년, 손책(孫策)이 강동(江東)으로 진출하였을 때 주태와 함께 장영(張英)을 물리치고 손책의 부하가 되었다.
208년, 주유(周瑜)의 지휘하에서 적벽 대전, 남군 전투에서 전공을 세웠으며, 219년에는 관우(關羽)를 공격해 승리하였고 관우에게 항복을 권하기도 하였다.
또한, 그의 죽음은 이릉 대전 직전에 죽었다고 언급이 되어있다.

## 같이 보기
- 삼국지 인물 목록